# Rosalyn
«Rosalyn» es el sencillo debut por la banda británica de rhythm and blues, The Pretty Things, publicado el 8 de mayo de 1964 a través de Fontana Records, alcanzando la posición #41 en el Reino Unido.

## Historia
«Rosalyn» fue escrita por Jimmy Duncan, quién también era el mánager de la banda con Bryan Morrison en esa época, junto con Bill Farley, el dueño del estudio en el que la banda estaba grabado. La canción fue publicado como el sencillo principal del álbum debut homónimo de la banda, y se convirtió en el primer sencillo exitoso de la banda en enero de 1964. La canción presenta una guitarra líder por Bo Diddley.

## Créditos
The Pretty Things
- Phil May – voz principal
- Dick Taylor – guitarra líder
- Brian Pendleton – guitarra rítmica, coros
- John Stax – bajo eléctrico, coros
- Viv Prince – batería

## Posicionamiento
| Gráfica (1964)                 | Pico posición |
| ------------------------------ | ------------- |
| Reino Unido (UK Singles Chart) | 41            |

## Versión de David Bowie
David Bowie grabó «Rosalyn» para su álbum de 1973, Pin Ups. La canción fue publicada como sencillo promocional en Nueva Zelanda en noviembre de 1973 en lugar de «Sorrow», la cual fue publicada en el resto del mundo. El lado B fue «Where Have All the Good Times Gone», canción escrita por Ray Davies.

### Créditos
Créditos adaptados desde las notas del álbum.
- David Bowie – voz principal y coros
- Mick Ronson – guitarra
- Trevor Bolder – bajo eléctrico
- Aynsley Dunbar – batería